# Lądowisko CSK MSWiA-Wołoska
Lądowisko CSK MSWiA-Wołoska – lądowisko sanitarne w Warszawie, w dzielnicy Mokotów, położone na dachu budynku administracyjno-garażowego, przy ul. Wołoskiej 137. Przeznaczone jest do wykonywania startów i lądowań śmigłowców sanitarnych i ratowniczych w dzień i w nocy, o dopuszczalnej masie startowej do 5700 kg.
Zarządzającym lądowiskiem do 31 grudnia 2022 był Centralny Szpital Kliniczny MSWiA w Warszawie, przekształcony z dniem 1 stycznia 2023 w Państwowy Instytut Medyczny Ministerstwa Spraw Wewnętrznych i Administracji.
W 2012 lądowisko zostało wpisane do ewidencji lądowisk Urzędu Lotnictwa Cywilnego pod numerem 121.
Powierzchnia płyty lądowiska wynosi 890 metrów kwadratowych.